# 奧伊爾特魯鎮區 (阿肯色州獨立縣)
奧伊爾特魯鎮區（英語：Oil Trough Township）是位於美國阿肯色州獨立縣的一個行政鎮區。

## 地方資料
奧伊爾特魯鎮區的面積為103.23平方千米，當中陸地面積為101.54平方千米，而水域面積為1.69平方千米。根據2010年美國人口普查的數據，當地共有人口756人，而人口密度為每平方千米7.32人。